# Саутлејк (Тексас)
Саутлејк (енгл. Southlake) град је у америчкој савезној држави Тексас. По попису становништва из 2010. у њему је живело 26.575 становника.

## Демографија
Према попису становништва из 2010. у граду је живело 26.575 становника, што је 5.056 (23,5%) становника више него 2000. године.
| Група             | 2000.          | 2010.          |
| Белци             | 19.789 (92,0%) | 22.324 (84,0%) |
| Афроамериканци    | 299 (1,4%)     | 548 (2,1%)     |
| Азијати           | 386 (1,8%)     | 1.655 (6,2%)   |
| Хиспаноамериканци | 789 (3,7%)     | 1.458 (5,5%)   |
| Укупно            | 21.519         | 26.575         |